# Tricholochmaea decora
Tricholochmaea decora är en skalbaggsart som först beskrevs av Thomas Say 1824.  Tricholochmaea decora ingår i släktet Tricholochmaea och familjen bladbaggar.

## Underarter
Arten delas in i följande underarter:
- T. d. decora
- T. d. carbo